# Santa Rita Corozal

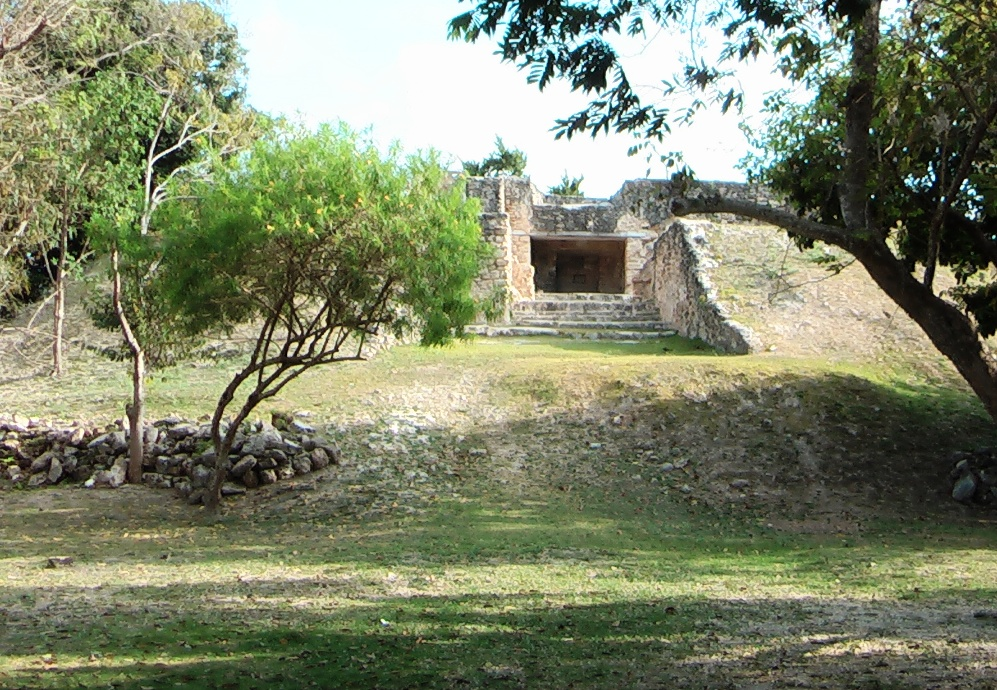
Santa Rita Corozal, Struktur 7

Santa Rita Corozal ist eine Maya-Stätte an der Karibikküste der Halbinsel Yucatán im Corozal District in Belize. Die Stadt wurde um 1000 v. u. Z. gegründet und entwickelte sich aus einem kleinen Bauerndorf bereits in der Frühklassik zu einem bedeutenden Handelszentrum.
Den Untergang der Maya-Zivilisation im Tiefland überstand die Stadt unbeschadet, sie blieb Handelszentrum und stieg in der Postklassik wahrscheinlich zur Provinzhauptstadt auf. Zu dieser Zeit lebten dort fast 7.000 Menschen. Gegen einen Feldzug der spanischen Eroberer konnten sie sich 1532 zwar erfolgreich zur Wehr setzen, die Unterbrechung der Handelsrouten führte jedoch dazu, dass sie Ende des 16. Jahrhunderts wüst fiel.

## Lage
Der Ort befindet sich ca. 20 km südlich von Chactemal auf einer Steilküste in der Bucht von Chetumal zwischen den Zuflüssen des New River und des Hondo River. Sie liegt im Stadtgebiet von Corozal Town und wird sukzessive von dieser überbaut. In unmittelbarer Nähe südlich liegt die Maya-Ruinenstätte Cerro Maya.

## Geschichte
In Santa Rita Corozal lässt sich anhand archäologischer Funde, insbesondere Keramik, eine Besiedlung seit 1000 v. u. Z. nachweisen. Zu dieser Zeit war es ein kleines Dorf mit rund 150 Einwohnern. Wahrscheinlich handelte es sich um eine Gesellschaft sesshafter Bauern, im Gegensatz zum benachbarten Cerro Maya lassen sich im Ort aus dieser Zeit noch keine Monumentalbauten nachweisen. In der späten Frühklassik zwischen 300 v. u. Z. und 300 n. u. Z. wuchs die Bevölkerung rasch auf vermutlich 1000 Einwohner an. Der Bedeutungsverlust und die letztliche Aufgabe von Cerros Maya nach dem 1. Jahrhundert beeinträchtigte Santa Rita Corozal nicht, das sich in der Folge während der Frühklassik zu einem bedeutenden Ort mit rund 1500 Einwohnern entwickelte, in dem nun auch monumentale Architektur entstand. Zu dieser Zeit hatte Santa Rita Corozal auch enge Verbindungen zu den Maya-Zentren in Petén aufgebaut. Zahlreiche Funde aus Gräbern der Frühklassik zeigen Einflüsse aus weit weg gelegenen Regionen wie dem zentralen Petén, dem Süden von Quintana Roo oder aus Teotihuacan und unterstreichen so die Bedeutung des Ortes als Handelszentrum.
In der Spätklassik hatten sich die Verbindungen zum Petén offensichtlich zurückgebildet und der Einfluss aus dem nördlichen Tiefland war stärker geworden, um diese Zeit hatte der Ort rund 2500 Einwohner. Der Untergang der Maya-Kultur im Tiefland berührte die Region nur wenig, während der Postklassik blieb Santa Rita Corozal weiter kontinuierlich bewohnt, zwischen 1200 und 1300 lebten dort rund 2000 Menschen. Wahrscheinlich erfuhr Santa Rita Corozal danach eine bedeutende Aufwertung als Hauptstadt von Chactemal, Teil der sogenannten Liga von Mayapán, der Ort vergrößerte sich auf jeden Fall enorm, zwischen 1300 und 1530 erreichte er seine größte Einwohnerzahl von mindestens 6.800 Einwohnern. Nach dem Fall von Mayapan um 1450 war Santa Rita Corozal ein unabhängiger Stadtstaat.
Aufwendige Wandgemälde in einer Struktur im Mixteca-Puebla-Stil lassen einen deutlichen Einfluss aus Zentralmexiko erkennen, vermutlich über Yucatán. Funde von wertvollem Ohrschmuck aztekischen Stils in einem Elitegrab machen deutlich, dass auch die Azteken nicht nur Verbindungen nach Santa Rita Corozal hatten, sondern auch ein großes Interesse am Ort als einem Handelszentrum bestand.
Im Zuge der Eroberung Mittelamerikas durch die Spanier evakuierten die Maya unter ihrem Herrscher Nachan Can Santa Rita Corozal 1531 und überließen den Ort den Spaniern unter Alonso Dávila. Die Maya unter Can begannen nun einen Guerillakrieg gegen die faktisch in Santa Rita Corozal eingesperrten Spanier und konnten sie nach 18 Monaten vertreiben. Nachdem die Spanier jedoch 1543 Bacalar eingenommen hatten, konnten sie zunehmend die Handelswege attackieren, von denen der Wohlstand Santa Rita Corozals abhing und gegen Ende des 16. Jahrhunderts wurde die Stadt dann verlassen.

## Anlage
Die Gesamtanlage lässt sich heutzutage nicht mehr rekonstruieren. Die Erosion der Steilküste, die Nutzung der Strukturen als Baumaterial bereits zu historischer Zeit und die Auswirkungen des Wachstums von Corozal lassen die Anlage nur noch fragmentarisch erkennbar werden. Im Zuge der Grabungen von 1979 bis 1985 wurden 46 Strukturen untersucht, von diesen ist die Pyramide Struktur 7 die größte.

## Erforschung

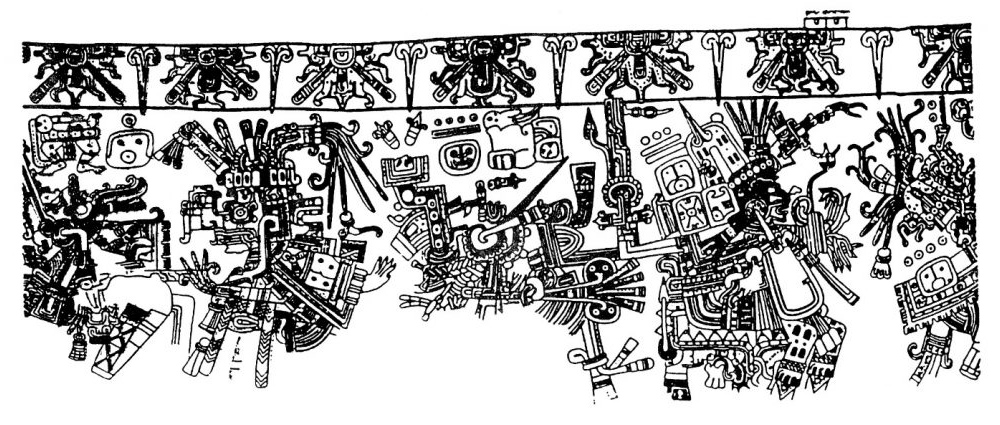
Wandgemälde aus der Struktur 1 in Santa Rita Corozal, freie Rekonstruktion von Thomas Gann

Im frühen 20. Jahrhundert wurden die Ruinen von Thomas Gann untersucht. Bei seinen Grabungen legte er eine Serie von Wandgemälden frei, konnte sie aber mangels Ausrüstung nur unzureichend abbilden. Über Nacht wurden diese dann von abergläubischen Anwohnern beseitigt.
Nach nur vereinzelten Grabungen danach wurden in den Jahren 1979 bis 1985 durch Diane und Arlen Chase erstmals systematische Ausgrabungen und Rekonstruktionsarbeiten durchgeführt.